# TANA
TANA — міжнародний гурт з українським корінням, музика якого це мікс зі стилів: future bass, electronic chillout, downtempo.

## Історія гурту
Проєкт TANA почав своє існування 1 лютого 2017 року, підготовка до його реалізації становила близько року і включала в себе: пошук однодумців в команду, створення музичного альбому, зйомки відеокліпів, а також повну підготовчу роботу до його презентації. Нове ім'я на українській електронній сцені відразу ж потрапило в поле зору багатьох слухачів, а також зайняло провідні позиції в музичних чартах Європи.
Перший EP був презентований з назвою «BROKEN» і включав у себе 6 композицій. Фішкою альбому стало те, що кожна пісня пов'язана з певним періодом життя фронтвумен Тані Степанової, яка вважає, що цей альбом може бути близьким кожному.
« Я обрала цю назву, тому що у кожної людини відбувається момент коли він переживає почуття зламаності. Такий період був в моєму житті рік тому, і з тих пір я почала писати пісні про своє життя. Я вирішила створити проєкт TANA для того, щоб ризикнути відкрити всю себе, тоді я розуміла, що мені є, що сказати людям, є те чим хотілося б поділитися.. Для мене це було важливо, адже думки які були всередині мене виринули на зовні і мені вдалося направити їх у музику.»
Презентація першої платівки відбулась у відомому Київському клубі ATLAS через 5 місяців після створення групи, усі білети були розпродані ще до дня концерту. За першим виступом послідував осінній тур Україною, під час якого TANA зібрала повні зали у Харкові, Полтаві, Кіровограді та Сумах. Після невеликої перерви інтернаціональний гурт повернувся у Полтаву і став хедлайнером головної сцени на День Міста, зігравши перед аудиторією 15 000 тисяч чоловік.
Після гучного старту музичної кар'єри та безумновного успіху у провідних закордонних музичних чартах солістку групи було запрошено до участі у одному з найвідоміших EDM фестивалів світу — «Amsterdam Music Festival», під час проведення якого кожного року оголошується найкращий ді-джей світу.
Уже за рік після створення TANA band поїхала у перше турне Європейськими містами. Дебютний концерт групи відбувся у самому серці Євросоюзу, місті Брюссель. Серія Європейських концертів була настільки вдалою, що Бельгійські організатори влаштували групі ще один, незапланований виступ у місті Намюр.[джерело?]
Значний успіх інтернаціонального проєкту за кордоном став поштовхом до створення нового матеріалу і організації чисельних виступів на території України. Вже у літку 2018-го року TANA взяла участь та стала хедлайнером багатьох відомих фестивалів, серед яких: Faine Misto, Made in Ukraine, OFF Road Fest, Білі ночі, Jazz Koktebel, та Sheva Fest у Каневі. На двох фестивалях, молодий інтернаціональний проєкт мав змогу зіграти з учасником культового гурту The Prodigy, Ліройем Торнгіллом, та Jazzy Funky Dorn[джерело?].
Крім того, за літній період колектив відіграв два великих сольних концерти у найбільших містах України: Києві та Львові. Перший, відбувся у вищезгаданому Київському андеграунд-клубі ATLAS і отримав схвальні відгуки від багатьох поціновувачів електронної музики. В пресі його описали як EDM-вибух в столиці України . 
15 березня 2019 року в Лос-Анджелесі назвали переможця музичної премії «The Akademia Music Awards», їм стала українська група TANA, в номінації «Кращий танцювальний / електронний EP альбом» - «Broken»[джерело?]. 
У 2019 році TANA стала новим бренд-войсом[що це?] радіо DJFM Ukraine. 
У червні 2019 року TANA вирушила до другого туру по Бельгії[джерело?].

## Треки
Альбом «BROKEN» — це глибока філософія, яка тісно переплітається і зливається в одне ціле з сучасною електронною музикою, яку виконує TANA. «Альбом відкриває слухачу мою душу і я довго готувалась до того, щоб презентувати йогою Думаю, він описує кожного з нас», — каже Таня Степанова, фронтвумен гурту.[джерело?]
Перші два треки з EP одразу після виходу зайняли лідируючі позиції у європейських топ чартах. Групу підтримував нідерландський інформаційно-розважальний портал «Carte Blanche Music» (Амстердам) і угорська радіостанція LAZA radio (Будапешт).
В березні 2018-го року на музичний проєкт TANA очікував ще один успіх. Цього разу колектив потрапив в поле зору музичних редакторів радіо США. 
 « Ми мали можливість послухати ваш сингл «Broken» на останній зустрічі команди нашого радіо. І хочемо сказати, ваш матеріал просто дивовижний! Команда WNYR завжди намагається допомагати молодим талантам, тому в якості першого кроку я розмістив ваш сингл в ротацію нашого радіо, » - відмітив музичний редактор мережі WNYR radio: the rock of Manhattan. 
BROKEN
Перша пісня гурту. Трек із точністю до деталей описує життєву ситуацію, коли тебе з'їдає почуття зламаності. Текст пісні говорить: «Навіть якщо ти зруйнований усередині і здається, що все зникло — не втрачай надію! У тебе обов'язково з'являться сили пройти все, піднятися та йти вперед!»
LEAVE AWAY
Друга пісня з альбому "BROKEN". Цей трек є логічним продовженням пісні Broken. Він розповідає про життя після переломного моменту. Після зломленості зазвичай йде затяжна хвиля неприємностей. У всіх. І швидкість цієї хвилі залежить від того, наскільки людина цілеспрямована. Важливо зрозуміти що кожен сам відповідає за себе, без жодних поблажок. Важливо скрізь бути собою! Чи не обертатися і не закриватися в собі. Реалізувати свою мету життя і не боятися помилятися. У цьому є сенс треку LEAVE AWAY.
ZEMLYA
Цей трек створювався протягом кількох місяців та пережив безліч змін. «Пісня «ZEMLYA» – велика праця для мене. У нього я вклала душу та переживання. Але не лише свої, а й учасників команди. Особливо яскраво висловилися переваги нашого барабанщика. Він афроамериканець і саме він надихнув мене на створення такої музики». Новий сингл гурту TANA відрізняється своїм цікавим та імпульсивним звучанням. Це - симбіоз EDM музики та тривожних африканських мотивів. 
ALONE
Складно сказати, що найбільше приваблює в Європі відомих виконавців і режисерів: мальовничі краєвиди або привітні люди. Як би там не було, кліпи тут із задоволенням знімають як закордонні, так і українські зірки. 
Знімаючи кліп на трек Alone, TANA провела тиждень в Нідерландах, Австрії, Німеччині, а після повернення поділилася найяскравішими враженнями з подорожі.
LOOK AROUND
Look around є сама по собі легкою та енергійною піснею. У ній проявляється характер життєлюбності та позитиву. У ній говориться, що кожному з нас варто озирнутися довкола, і зрозуміти, що поки світить сонце, ми живі, і поки наші серця стукають, і ми дихаємо – не варто застрягати на негативі. Потрібно відкрити свої очі ширше і відчути, який прекрасний цей Світ тим, що у нас у всіх є можливість, побудувати своє життя так, щоб бути в ньому щасливим...

## Дискографія

##### Студійні альбоми
- BROKEN — 2017

## Відеокліпи
| Рік  |  | Назва              | Альбом | Режисер       |
| ---- |  | ------------------ | ------ | ------------- |
| 2017 |  | BROKEN             | BROKEN | Анна Волкова  |
| 2020 |  | Alone              |        | Dmitriy Muhin |
| 2019 |  | Look around        |        | Dmitriy Muhin |
| 2019 |  | I don’t care       |        | Anna Volkova  |
| 2017 |  | Broken (backstage) |        | Анна Волкова  |

## Інтерв'ю
- TANA
- Чоловіки-нарциси – це огидно! Це не викликає симпатії! - TANA
- Гурт TANA BAND у студії ПРЯМОГО
- Гурт TANA виступатиме на одній сцені разом із The Prodigy
- TANA band на DJFM Ukraine
- Фронтвумен группы TANA Таня Степанова в КП Україна
- TANA – нове ім'я на електронній сцені
- TANA - интернациональный коллектив с электронным проєктом
- Фронтвумен TANA про гастролі в Бельгії та концерт у Києві
- TANA  - Інтерв'ю \ Znaj-Media
- Іноді страшно:  TANA розповіла про расизм в Києві
- TANA RTI-Ранок
- TANA про те, як потрапити в ротацію на радіо в Європі та Америці
- Прем'єра кліпу Alone у програмі Сніданок з 1+1
- TANA Znaj.UA
- Правда.Тут: Концерт TANA у Києві
- TANA - інтерв'ю КП Україна
- TANA. Прес-центр газети КП в Україні
- TANA Эфир DjFm
- TANA - інтерв'ю на БамбарбіяТВ
- TANA – несе нам новорічний настрій!
- TANA - інтерв'ю на БамбарбіяТВ
- День народження ресторану L’Kafa
- TANA у гостях радіо DJFm
- TANA - міжнародний гурт з українським корінням
- RADIO M

## Концерти
- Виступ TANA у Київському клубі Атлас
- День міста у Полтаві
- Презентація музичного проєкту у Полтаві
- TANA – київський концерт в ATLAS
- TANA - Be no other
- TANA - I don't care
- TANA - 11 миль
- TANA - What's your name
- TANA - Stop baby
- TANA - Ronu

## ЗМІ про гурт
- https://bestmusic.com.ua/artists/tana
- https://absurdu.net/sobytiya/tana-prezentovala-novuyu-programmu-v-klube-atlas.html
- https://5slov.com/ukrainskie-zvezdy-vstretili-novyj-god/
- https://5slov.com/koncert-gruppy-tana-go-green/
- http://starbom.com/news/ukrainskaya-pevitsa-tana-stala-priglashennoy-gostey-amsterdam-music-festival
- https://kp.ua/culture/611862-EDM-vzryv-v-stolytse-ukrayny
- https://www.carteblanchemusic.nl/tana-leave-away/
- https://novy.tv/ua/g-space/showbiznes/2021/06/14/kinula-karєru-v-londoni-ta-povernulasya-v-ukraїnu-spivachka-tana-prezentuvala-novij-motivaczijnij-trek/
- https://sumy.karabas.com/tana-1
- https://kp.ua/culture/576661-ukraynskaia-hruppa-spoet-na-ekzotycheskom-yazyke
- https://ukrainedancing.com/top-20-track-april/
- https://vesti.ua/kultura/235391-tana-prezentuet-novyj-albom-v-kieve
- https://5slov.com/poka-kosmicheskie-korabli-borozdyat-prostory-vselennoj-ukraina-na-sziget-ili-kak-nashi-artisty-pokoryayut-vengerskij-festival/
- https://blogs.korrespondent.net/blog/kyiv/3841814/
- https://notatky.com.ua/tana-zemlya/
- https://vesti.ua/kultura/285418-zvezdnyj-travel-tana-o-kurortnykh-romanakh-opasnykh-prikljuchenijakh-i-luchshikh-mestakh-kieva
- http://starbom.com/news/ukrainskaya-pevitsa-tana-stala-priglashennoy-gostey-amsterdam-music-festival
- https://kiev.karabas.com/tana
- https://www.carteblanchemusic.nl/tana-why-cant-i-love-you-live/
- https://www.carteblanchemusic.nl/tana-leave-away/
- http://showbiza.com/d98242377/blog/20724
- https://lite.rbc.ua/rus/zvyozdy/ukrainskaya-artistka-rasskazala-prekrashchenii-1623768043.html
- http://orest.com.ua/afisha/289-v-kieve-proydet-koncert-tana
- https://vesti.ua/kultura/235391-tana-prezentuet-novyj-albom-v-kieve
- https://vesti.ua/kultura/237669-v-kieve-vystupit-tana-
- https://vesti.ua/kultura/241697-tana-vzorvala-atlas
- https://pl.vgorode.ua/event/kontserty/1821985-Tana
- http://afisha.poltava.info/club/6029-tana
- https://5slov.com/koncert-gruppy-tana-go-green/
- https://radiom.ua/programms/ranoklive/maks-shargaev-ta-ira-korolenko.-19.04.2018
- http://glianec.com.ua/celebrities-news/34806-ukrainskaya-gruppa-pokoryaet-evropu
- https://vesti.ua/kultura/235391-tana-prezentuet-novyj-albom-v-kieve
- http://my-life.ua/news/ukrainskaya_pevica_stala_priglashennoy_gostey_amsterdam_music_festival/1140
- https://journalist.today/ukrainskaia-ghruppa-pokoriaiet-ievrosoiuz/
- https://journalist.today/ukrainskaia-edm-muzyka-zazvuchala-v-niu-iorkie/
- https://absurdu.net/sobytiya/tana-prezentovala-novuyu-programmu-v-klube-atlas.html
- https://kp.ua/culture/576661-ukraynskaia-hruppa-spoet-na-ekzotycheskom-yazyke
- https://kp.ua/press/6067-onlain-konferentsyia-zadai-vopros-frontvumenu-hruppy-TANAvydeo
- https://clutch.net.ua/showbiz/news/na-vysokom-starte-ukrainskaja-jelektro-gruppa-pokorila-evropu
- http://showbiza.com/d98242377/blog/20724